# 6-Stunden-Lauf

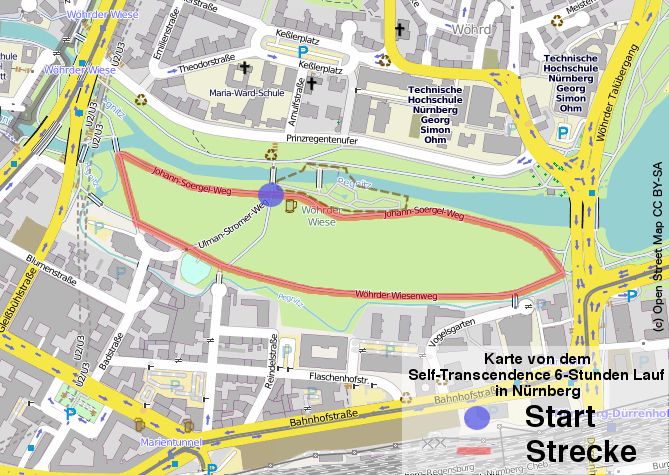
Streckenkarte des 6-Stunden-Laufs in Nürnberg auf der Wöhrder Wiese

Der 6-Stunden-Lauf ist eine Form des Ultramarathons und gehört zu den durch eine bestimmte Zeitdauer definierten Läufe, bei dem die Teilnehmer innerhalb der vorgegebenen Zeit eine möglichst lange Strecke zu bewältigen versuchen.

## Kurzbeschreibung
Der 6-Stunden-Lauf ist ein relativ junger Ultramarathon. Als Straßenlauf besteht der Kurs oft aus einer (in der Regel amtlich vermessenen) 1 bis 3 km langen Runde, die aber auch bis zu ca. 5 Kilometer betragen kann. Beim Bahnlauf handelt es sich gewöhnlich um eine ovale 400-Meter-Laufbahn. 6-Stunden-Läufe können auch in der Halle ausgetragen werden. Die Verpflegungsstände gibt es meist im Start-Ziel Bereich, können aber bei größeren Runden noch zusätzlich in der Streckenmitte eingerichtet sein.
Die Läufer tragen Transponderchips am Schuh oder in der Startnummer, mit denen jede Passage einer elektronischen Zähleinrichtung automatisch gemessen wird. Nach genau sechs Stunden müssen die Läufer augenblicklich stehen bleiben und warten, bis eins von mehreren Messteams vorbei kommt und die genaue Distanz ermittelt. Es gibt aber auch die Möglichkeit durch Ablegen eines Gegenstandes die gelaufene Strecke zu ermitteln. So bekamen in Münster die Läufer, sobald absehbar war, dass die letzte Runde anstand, einen kleinen mit Sand gefüllten Luftballon mit der jeweiligen Startnummer, der beim Signal nach sechs Stunden an dem erreichten Punkt der Laufstrecke abzulegen war.
Im Freien legen die Männer meist 50 bis 65 Kilometer zurück, die Spitzensportler kommen auf 80 bis 85 und mehr Kilometer. 2016 liefen weltweit 28 Männer und eine Frau über 80 Kilometer.
Der 6-Stunden-Lauf kann auch in Kombination mit einem 12- oder 24-Stunden-Lauf ausgetragen oder beim ihm selbst ein Stundenlauf als auch 2- oder 3-Stundenläufe gewertet werden. Es können auch Staffeln zugelassen werden.
Der älteste Lauf in Deutschland ist der Self-Transcendence 6-Stunden-Lauf Nürnberg, der größte der 6-Stunden-Lauf Münster.

## Geschichte

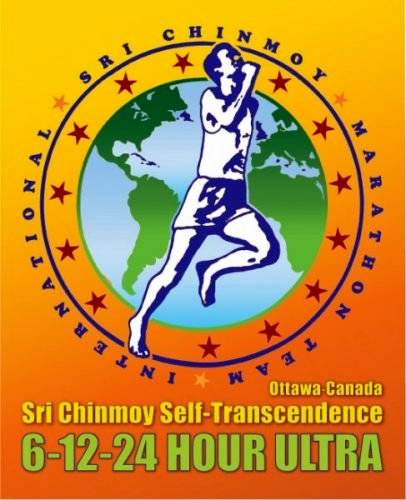
Ultra Self-Transcendence Ottawa

6-Stunden-Läufe sind bei der Deutschen Ultramarathon-Vereinigung (DUV) ab Mitte der 1970er Jahre dokumentiert, wie der Accolade 100 (100 Miles Track Running Race), vom 25. Oktober 1975, einem 100 Meilen (ca. 160 km) Bahnlauf in Tipton (England). Noch in den 1980er Jahren waren die Rennen allerdings fast nur Zwischenzeitmessungen (engl.: Split) von längeren Läufen und nur sehr vereinzelt reine 6-Stunden-Läufe. Erst ab Anfang der 1990er sind sie vermehrt dokumentiert, zunächst für Europa, dann in Nordamerika. Einige Veranstaltungen existierten über viele Jahre, wie der „6 Stunden Ultraloop“ in Amersfoort, und einzelne sogar bis heute, wie etwa der Self-Transcendence 6-Stunden-Lauf Nürnberg und die „Self Transcendence“-Läufe in Kingston (Ontario) oder mit Unterbrechung und Umstellung von 24 auf sechs Stunden in Ottawa. In Japan feierte 2016 der Hiratsuka 6-Stunden-Lauf sein 20-jähriges Bestehen. Seit Anfang der 2000er Jahre erfreuen sich die 6-Stunden-Läufe weltweit immer größerer Beliebtheit, derart, dass auf Grund ihrer Vielzahl einige Veranstaltungen nach kurzer Zeit wieder eingestellt wurden.

## Rekorde
Der 6-Stunden-Lauf gehört zu den Disziplinen, bei denen keine offiziellen Rekorde geführt werden.

### Weltrekorde
Nele Alder-Baerens stellte am 11. März 2017 beim 6-Stunden-Lauf Münster mit 85,492 km einen neuen Weltrekord auf und verbesserte den bisherigen der Japanerin Norimi Sakurai (83,200 km) vom 27. September 2003 um 2,3 Kilometer. Der Brite Donald Ritchie hält mit 97,200 km vom 28. Oktober 1978 (Stand 20. August 2016) den Weltrekord bei den Männern.

### Deutsche Rekorde
| Disziplin               | Frauen             | Distanz (km) | Männer             | Distanz (km) |
| ----------------------- | ------------------ | ------------ | ------------------ | ------------ |
| 6-Stunden-Lauf (Straße) | Nele Alder-Baerens | 85,492       | Rainer Lindemann   | 86,538       |
| 6-Stunden-Lauf (Bahn)   | Ricarda Botzon     | 81,896       | Gerd Boldhaus      | 89,200       |
| 6-Stunden-Lauf (Halle)  | Cornelia Bullig    | 54,960       | Marian-Jan Olejnik | 74,400       |

## Welt- und Europameisterschaften

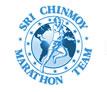
SCMT-Logo

Bislang gibt es keine Welt- und Europameisterschaften. Allerdings wird in Europa der „6-Stunden Hero-Cup“ ausgetragen.

### Sri Chinmoy 6-Stunden Hero-Cup
Der „Sri Chinmoy 6-Stunden Hero-Cup“ oder „Sri Chinmoy Self-Transcendence 6-Hour European Championship“ (SCEC), zu deutsch: „Sri Chinmoy Selbst-Transzendenz 6-Stunden Europameisterschaft“, wird seit 2012 vom „Sri Chinmoy Marathon Team“ (SCMT) veranstaltet.

#### Austragungsorte
Der erste Hero Cup 2012 bestand aus insgesamt sieben 6-Stunden-Läufen in Europa (u. a. Nürnberg, Wien, München). Das Finale der Hero-Cup-Serie fand in München statt.
2013 umfasste die Serie sieben Läufe (Nürnberg, Mailand, Nitra, Wien, Kladno, Lang-Lebring, München).
2014 und 2015 wurde der Hero Cup nicht ausgerichtet.
2016 bestand der Cup aus sechs Laufwettbewerben (Nürnberg, Mailand, Nitra, Wien, Berlin, München).
Bei der Serie 2017, die am 17. September 2016 begann, fand eine Erweiterung auf neun Läufe statt. Neben Nürnberg, Nitra, Prag, Wien und München, kamen Belgrad, Amsterdam, Riga hinzu sowie Kiew, wo die Saison begann. Die Serie endet wiederum in München, am 9. September 2017 mit der Sri Chinmoy Selbst-Transzendenz 6-Stunden Europameisterschaft (SCEC) beim Sri Chinmoy Peace-Mile 6-Stunden Lauf.

#### Wertungen
2012 und 2013 wurde jeder Läufer, der an drei der sieben 6-Stunden-Läufe teilnahm, automatisch in die Gesamtwertung aufgenommen. Jeder Kilometer zählte einen Punkt, und für jede Laufteilnahme gab es 20 Punkte zusätzlich.
2017 gibt es Platzierungspunkte, Antrittspunkte und Finalpunkte. Die Platzierungspunkte werden an die besten 40 Männer und Frauen vergeben und sind aufgeteilt in 100-88-78-72-68-66-64-62-60-58-56-54-52-50 bis zu einem Punkt für den 40. Platz. Jeder Starter erhält automatisch pro Teilnahme an einem der Läufe unabhängig von der Platzierung nur noch zehn Antrittspunkte.
Beim CUP Finale werden die Platzierungspunkte um 20 % erhöht und dann gerundet, womit dem Cup Finale ein höherer Stellenwert zugewiesen ist.
Läufer können an so vielen Rennen teilnehmen, wie sie möchten. Die besten drei Laufergebnisse und alle Antrittspunkte zählen für die Cup-Wertung. Wenn ein Läufer an nur zwei Rennen teilnimmt, geht er oder sie mit den dort erworbenen Punkten in die Wertung ein. Sollte am Ende Gleichstand bei den Top-Platzierungen gegeben sein, wird der direkte Vergleich der betroffenen Teilnehmer herangezogen.

#### Podestplätze Frauen
|     | Serie | 1. Platz         | Punkte | 2. Platz          | Punkte | 3. Platz      | Punkte |
| --- | ----- | ---------------- | ------ | ----------------- | ------ | ------------- | ------ |
| 01. | 2012  | Puneeta Makowka  | 466    |                   |        |               |        |
| 02. | 2013  |                  |        |                   |        |               |        |
| 0   | 2014  | -                |        | nicht ausgetragen |        | -             |        |
| 0   | 2015  | -                |        | nicht ausgetragen |        | -             |        |
| 03. | 2016  | Barbara Mallmann | 270    | Gaby Heidemann    | 237    | Zuzka Rybková | 196    |
| 04. | 2017  |                  |        |                   |        |               |        |
| 0   | 2018  |                  |        |                   |        |               |        |

#### Podestplätze Männer
|     | Serie | 1. Platz       | Punkte | 2. Platz          | Punkte | 3. Platz        | Punkte |
| --- | ----- | -------------- | ------ | ----------------- | ------ | --------------- | ------ |
| 01. | 2012  | Oskar Ganz     | 605    |                   |        |                 |        |
| 02. | 2013  | Hannes Eppich  | 497    | Kai Jendretzke    | 368    | Oskar Ganz      | 275    |
| 0   | 2014  | -              |        | nicht ausgetragen |        | -               |        |
| 0   | 2015  | -              |        | nicht ausgetragen |        | -               |        |
| 03. | 2016  | Kai Jendretzke | 276    | Günter Marhold    | 164    | Michael Vanicek | 140    |
| 04. | 2017  |                |        |                   |        |                 |        |
| 0   | 2018  |                |        |                   |        |                 |        |

## Deutsche Meisterschaften
In Deutschland veranstaltete die Deutsche Ultramarathon-Vereinigung 2012 erstmals und ab 2014 jährlich die Deutschen Meisterschaften. Der Wettkampf ist ein Straßenlauf.

### Deutsche Meisterschaften (DUV)
|     | Jahr | Datum         | Ort/Veranstaltung                                        | Zieleinläufe       | Ergebnisse |
| --- | ---- | ------------- | -------------------------------------------------------- | ------------------ | ---------- |
| 01. | 2012 | 3. November   | Troisdorf, 12. Troisdorfer 6h-Lauf                       | 168 (128 m, 40 w)  | Ergebnisse |
|     | 2013 |               | nicht ausgetragen                                        |                    |            |
| 02. | 2014 | 13. September | Weißenstadt, 12. 6 Stundenlauf des WSV Weißenstadt       | 067 (56 m, 11 w)   | Ergebnisse |
| 03. | 2015 | 3. Oktober    | Otterndorf, 10. Otterndorfer Gezeitenlauf                | 144 (112 m, 32 w)  | Ergebnisse |
| 04. | 2016 | 2. April      | Nürnberg, 20. Self-Transcendence 6-Stunden-Lauf Nürnberg | 202 (160 m, 42 w)  | Ergebnisse |
| 05. | 2017 | 11. März      | Münster, 8. 6-Stunden-Lauf Münster                       | 533 (395 m, 138 w) | Ergebnisse |
| 06. | 2018 | 9. Juni       | Hoyerswerda, 6. Hoyerswerda 6h Europalauf                | 85 (55 m, 30 w)    | Ergebnisse |

### Podestplätze Frauen
|     | Jahr | 1. Platz           | km     | 2. Platz                  | km     | 3. Platz         | km     |
| --- | ---- | ------------------ | ------ | ------------------------- | ------ | ---------------- | ------ |
| 01. | 2012 | Tanja Hooß         | 73,642 | Pamela Veith              | 72,568 | Simone Durry     | 69,904 |
| 02. | 2014 | Pamela Veith       | 75,354 | Natascha Bischoff         | 72,576 | Birgit Schelter  | 64,962 |
| 03. | 2015 | Pamela Veith       | 72,788 | Silke Gielen              | 67,111 | Ilka Friedrich   | 65,720 |
| 04. | 2016 | Nele Alder-Baerens | 82,998 | Rebecca Walter            | 75,153 | Sarah Perkins    | 73,538 |
| 05. | 2017 | Nele Alder-Baerens | 85,492 | Birgit Schönherr-Hölscher | 73,633 | Barbara Mallmann | 73,608 |
| 06. | 2018 | Nele Alder-Baerens | 78,927 | Anne Stephan              | 74,315 | Julia Jezek      | 69,117 |

### Podestplätze Männer
|     | Jahr | 1. Platz           | km     | 2. Platz             | km     | 3. Platz         | km     |
| --- | ---- | ------------------ | ------ | -------------------- | ------ | ---------------- | ------ |
| 01. | 2012 | Achim Zimmermann   | 83,520 | Rainer Wilfried Koch | 81,662 | Jörg Hooß        | 80,947 |
| 02. | 2014 | Florian Böhme      | 80,724 | Adam Zahoran         | 79,061 | Christian Jakob  | 76,447 |
| 03. | 2015 | Adam Zahoran       | 85,606 | Tobias Hegmann       | 84,214 | Jan-Hendrik Hans | 79,582 |
| 04. | 2016 | Adam Zahoran       | 87,991 | Matthias Dippacher   | 84,651 | Carsten Stegner  | 84,348 |
| 05. | 2017 | Christof Marquardt | 82,067 | Christian Jakob      | 80,960 | Benjamin Brade   | 80,082 |
| 06. | 2018 | Gerrit Wegener     | 76,922 | Robert Kubisch       | 73,524 | Stefan Thoms     | 72,435 |

## Veranstaltungen (Auswahl)
national
- Self-Transcendence 6-Stunden-Lauf Nürnberg, der älteste seiner Art, Frühjahr
- 6-Stunden-Lauf Münster, der größte seiner Art
- Self-Transcendence 6-Stunden Lauf München
- 6-Stundenlauf – LG Mörfelden-Walldorf
- Sechs-Stunden-Lauf Waldhessen Rotenburg an der Fulda
- Bergischer 6-Stunden-Lauf
- Porsche-6-Stunden-Lauf
- Ottobrunner Sechs-Stunden-Lauf
- Troisdorfer Sechsstundenlauf (eingestellt)
- Sechs-Stunden-Lauf rund um den Weiher
- Bokeler Sechs-Stunden-Lauf
- Sechs Stunden Urwaldlauf Saarbrücken
- Sechs-Stunden-Lauf in Kelheim
- 6 Stundenlauf Schwäbisch Gmünd
- 6-Stundenlauf im Klosterpark Harsefeld
- 6 Stundenlauf in Bottrop

international
- Meuleberg Recycling zes uren ultraloop in Stein (Niederlande), bedeutendster niederländische Lauf
- Wedstrijden – 6 uursloop – De Gemzen (Niederlande)
- Sri Chinmoy 6-hour race Amsterdam (Niederlande)
- Mittersiller Sechs-Stunden-Lauf (Österreich)
- Self-Transcendence 6-hour race Wien (Österreich)
- 6-Stunden-Lauf in Steyr (Österreich)
- Sechs-Stunden-Lauf Lassee (Österreich)
- 6-Stundenlauf Aare-Insel Brugg (Schweiz)
- 6 Ore Running e Walking Day Ticino (Schweiz)
- 6/12 h & 100 km Self-Transcendence Race Prag (Tschechien)
- 6/12 h & 100 km Race Nitra (Slowakei)
- Self-Transcendence 6+12+24-hour race Belgrad (Serbien)
- Les 6 Heures de L’Echo du Pas-de-Calais (Frankreich)
- 6 Ore di San Giuseppe (Italien)
- 6 Ore dei Templari Memorial Vito Frangione (Italien)
- Sri Chinmoy Running Festival 6/12/24 Hour Mailand (Italien)
- Sri Chinmoy 6-hour race Riga (Lettland)
- Self-Transcendence 6+12+24-hour race Kiew (Ukraine)
- Hiratsuka 6 hour race (Japan)
- National Taipei University 6H Ultra Marathon (Taiwan)
- Taipei International 6 Hour Marathon (Taiwan)
- Yizai Jincheng 6h Ultramarathon (Taiwan)
- Fuzhou 6h Ultramarathon (VR China)

## Nachweise
1. ↑  Ultralauf (Memento vom 25. Juli 2015 im Internet Archive), Länger als ein Marathon, auf: runnersworld.de, vom 16. Januar 2012, abgerufen am 23. April 2017
2. ↑  Hartes Pflaster für den Weltrekord, auf: marathon4you.de, abgerufen am 24. April 2017
3. ↑  6h Lauf – DUV DM Münster 11.03.2017, auf: d-u-v.org, abgerufen am 26. April 2017
4. ↑  Accolade 100 – 100 Miles Track Running Race – 6h Split (GBR), auf: d-u-v.org, abgerufen am 24. April 2017
5. ↑  Auswahl mittels der Ergebnisdatenbank, auf: d-u-v.org, abgerufen am 24. April 2017
6. ↑  Schlussfolgerung analog zur Einstufung des 24-Stunden-Laufs, siehe: Deutsche Rekorde (Memento vom 11. Mai 2023 im Internet Archive) und Welt- und Europarekorde
7. 1 2  IAU World (age) best performances (Memento vom 23. Juni 2017 im Internet Archive), auf: laufreport.de, vom 20. August 2016, abgerufen am 24. April 2017
8. 1 2  1. Self-Transcendence 6-Stunden Lauf (Memento vom 20. März 2016 im Internet Archive), auf: srichinmoyraces.org, abgerufen am 28. April 2017
9. ↑  Hannes Eppich: The Sri Chinmoy Marathon Team presents: HERO CUP 2013, auf: jimcontent.com, abgerufen am 27. April 2017 (pdf 5,8 MB)
10. 1 2 3  Pranjal Milovnik: Hero Cup 2013, auf: srichinmoyraces.org, abgerufen am 26. April 2017
11. ↑  Hero Cup 2013 – beendet, auf: hdsports.at, vom 29. Januar 2013, aktualisiert am 16. Oktober 2013, abgerufen am 26. April 2017
12. ↑  Hero Cup 2016 (Memento vom 14. Juli 2017 im Internet Archive), auf: org.ua, abgerufen am 26. April 2017
13. 1 2 3 4 5 6  21. Sri Chinmoy 6-Stunden-Lauf Hero Cup, auf: srichinmoyraces.org, abgerufen am 26. April 2017
14. 1 2 3 4 5  About the Hero Cup (Memento vom 30. April 2016 im Internet Archive), auf: srichinmoyraces.org, abgerufen am 26. April 2017
15. ↑  Gesamtergebnis Frauen 2016 auf: srichinmoyraces.org, (PDF, 66 kb)
16. ↑  Gesamtergebnis Männer 2016 auf: srichinmoyraces.org, (PDF, 75 kb)